# Giliastrum ludens
Giliastrum ludens là một loài thực vật có hoa trong họ Polemoniaceae. Loài này được (Shinners) J.M.Porter mô tả khoa học đầu tiên năm 1998.